# Strumigenys lewisi

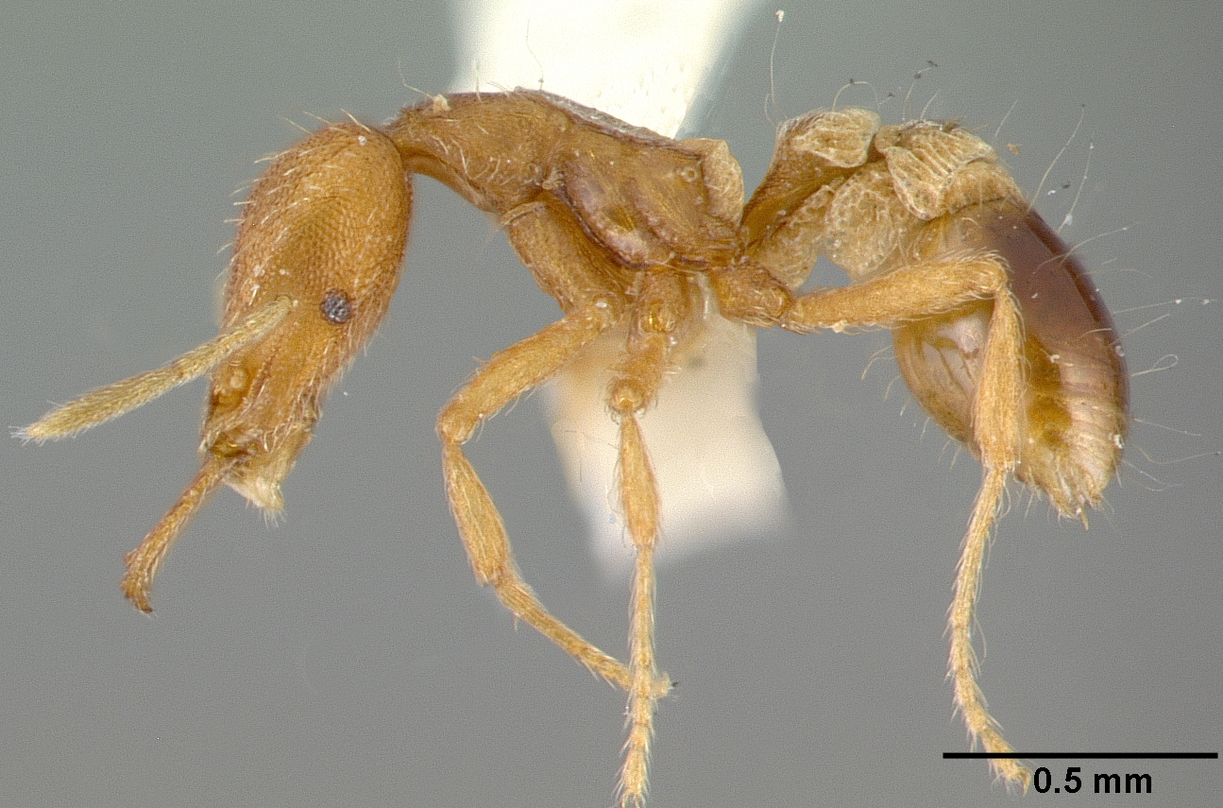
Рабочий муравей сбоку.

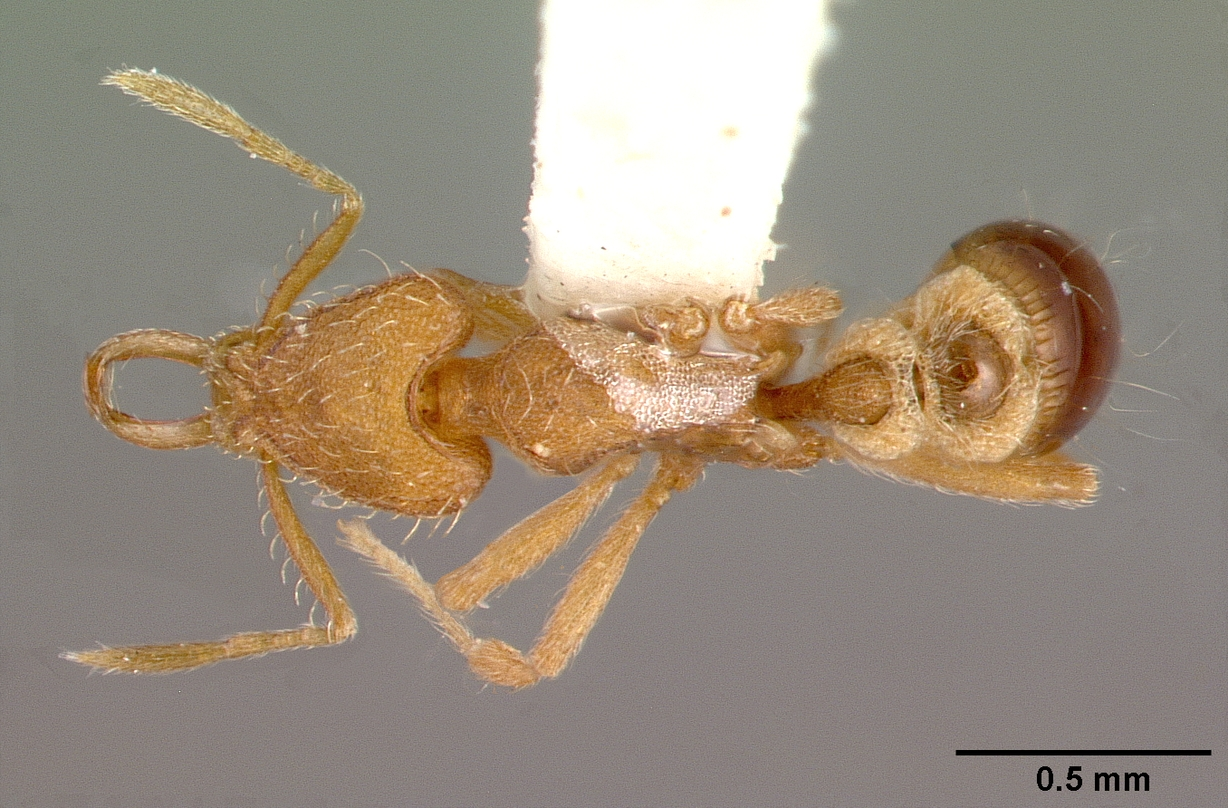
Рабочий муравей сверху.

Strumigenys lewisi (лат.) — вид мелких земляных муравьёв из подсемейства Myrmicinae.

## Распространение
Южная и Восточная Азия: Китай, КНДР, Южная Корея, Япония, Вьетнам, Мьянма, Шри-Ланка и Филиппины. В России обнаружены на Дальнем Востоке: Курильские острова (Кунашир).

## Описание
Мелкие муравьи (около 2 мм) с сердцевидной головой, расширенной кзади и с глубокой выемкой.
Основная окраска желтовато-коричневая. Усики 6-члениковые. Мандибулы длинные, линейные (с несколькими зубцами). Дорзум груди с 4-8 тонкими отстоящими щетинками. Стебелёк между грудкой и брюшком состоит из двух члеников: петиолюса и постпетиолюса (последний четко отделен от брюшка), жало развито, куколки голые (без кокона). Специализированные охотники на коллембол. Вид был впервые описан в 1886 году британским энтомологом Питером Камероном (Peter Cameron, 1847—1912) и назван в честь Джорджа Льюиса (George Lewis), собравшего типовую серию в Японии.
Длина мандибул положительно коррелирует с размером добычи, коллембол из семейства Entomobryidae.